# Tkemali
Tkhemali ou tkemali é o nome em língua georgiana duma  ameixa ácida usada frequentemente na culinária da Geórgia, para temperar sopas e guisados, e também dum molho preparado com esta fruta. Para além deste molho, os georgianos preparam igualmente uma conserva, chamada tklapi, que depois de dissolvida em água, serve para os mesmos fins que a própria fruta.

Para preparar o molho de tkemali, podem usar-se as ameixas verdes, durante a primavera (mais ácidas) ou as vermelhas, maduras no outono. Põem-se as ameixas a ferver em lume brando com um ramo de alecrim e, quando estiverem cozidas, tira-se o alecrim e esmagam-se para lhes tirar os caroços e deixar um puré; junta-se uma mistura de coentro fresco, poejo e malagueta verde moídas e uma boa quantidade de alho picado; tempera-se com sal e açúcar, de acordo com a preferência e deixa-se ferver de novo em lume brando, sem tapar a panela, até obter um creme espesso. Junta-se endro picado, deixa-se ferver mais uns minutos e deixa-se arrefecer para guardar em frascos.  Quando se faz o molho com as ameixas maduras, podem usar-se malaguetas vermelhas sem as pevides e, se as ameixas forem demasiado doces, acrescenta-se vinagre. Pode ainda usar-se manteiga-de-amendoim ou nozes moídas para engrossar o molho. 
Para fazer o tklapi, cozem-se as ameixas sem os caroços, em lume brando e apenas com a água suficiente para que não queimem; quando cozidas, escoam-se e transformam-se em puré que se espalha numa camada fina sobre folhas de pergaminho ou papel para o forno e deixam-se secar durante um dia inteiro; no dia seguinte, penduram-se as folhas numa corda de roupa para acabarem de secar. Quando bem secas, retira-se o papel e guarda-se a conserva num lugar seco. 
Pode igualmente fazer-se um tklapi doce, usando o resto do xarope preparado para fazer churchkhela (sumo de uva, ou “badagi”, fervido com farinha e açúcar), podendo acrescentar-se polpa de alperce; prepara-se como para o tklapi ácido e, quando seco, polvilha-se com maizena, enrola-se e guarda-se num recipiente bem fechado.
Gozinaki é uma espécie de nogá, feito cozendo nozes partidas em mel, espalha-se o produto em pergaminho e leva-se ao forno; quando cozido, deixa-se arrefecer e corta-se em losangos.